# Broken Sword
Broken Sword is een computerspelserie van avonturenspellen. Het eerste spel uit de serie, Broken Sword: The Shadow of the Templars, werd uitgebracht op 30 september 1996. Sindsdien zijn er vijf spellen verschenen.
De hoofdpersonages in de spellen zijn de Amerikaans advocaat George Stobbart en Frans journaliste Nicole "Nico" Collard. Het personage van Collard werd pas bespeelbaar in het tweede spel uit de serie.

## Spellen

### Broken Sword: The Shadow of the Templars
Broken Sword: The Shadow of the Templars, in de Verenigde Staten beter bekend als Circle of Blood, is het eerste spel uit de serie. Het spel werd in 1996 uitgebracht op Windows, Mac OS en PlayStation. Later kwam het spel beschikbaar op de Game Boy Advance en Palm OS. Later kwam een director's cutversie beschikbaar voor de Wii en Nintendo DS. Deze versie kwam tevens beschikbaar op Windows, OS X, Linux, iOS en Android.
In het spel krijgt de speler te maken met een bomaanslag in een klein Perzisch café. Van het spel werden ongeveer één miljoen exemplaren verkocht.

### Broken Sword II: The Smoking Mirror
Broken Sword II: The Smoking Mirror verscheen een jaar later voor Windows en PlayStation. Later werd het spel opnieuw uitgebracht voor Windows, OS X, iOS en Android. Anders dan het eerste spel uit de serie bevat dit spel geen invloeden van de tempeliers.

### Broken Sword: The Sleeping Dragon
Broken Sword: The Sleeping Dragon is het eerste spel uit de serie dat gebruik maakte van driedimensionale beelden. Het spel gaat verder waar het eerste spel stopte. Het in 2003 uitgebrachte spel kwam beschikbaar voor Windows, Xbox en PlayStation 2.

### Broken Sword: The Angel of Death
Broken Sword: The Angel of Death is het vierde spel uit de spelserie en is samen ontwikkeld met Sumo Digital. Het werd in 2006 uitgebracht alleen voor het besturingssysteem Windows.

### Broken Sword 5: The Serpent's Curse
Broken Sword 5: The Serpent's Curse werd aangekondigd op 23 augustus 2012. De ontwikkelaars brachten met een project op Kickstarter 820.557 dollar op voor de ontwikkeling van het spel, dat in december 2013 werd uitgebracht. Het spel verscheen op Windows, OS X, Linux, iOS, Android en de PlayStation Vita.